# Cladorhynchus leucocephalus
Il cavaliere fasciato (Cladorhynchus leucocephalus (Vieillot, 1816)) è un uccello caradriiforme dalle abitudini nomadi appartenente alla famiglia dei cavalieri d'Italia e delle avocette, i Recurvirostridi, originario dell'Australia. Appartiene al genere monotipico Cladorhynchus. Deve il nome alla fascia bruno-rossastra presente sul petto degli adulti durante la stagione degli amori, sebbene questa possa essere anche sostituita da un insieme di macchie o essere addirittura assente negli adulti non riproduttori e nei giovani. Il resto del piumaggio è bianco e nero e gli occhi sono di colore marrone scuro. I nidiacei sono ricoperti di piumino bianco, a differenza di quelli di tutte le altre specie di caradriiforme.
La nidificazione ha inizio quando le piogge riempiono i laghi salati dell'interno del continente, creando grandi distese d'acqua poco profonda ricche dei minuscoli gamberetti di cui si nutrono questi uccelli. I cavalieri fasciati migrano in gran numero verso questi laghi e si radunano in grandi colonie riproduttive. La femmina depone da tre a quattro uova biancastre macchiate di marrone o nero in una cunetta. Se le condizioni sono favorevoli, può essere deposta una seconda covata, ma se i laghi si prosciugano prima del tempo le colonie riproduttive possono essere abbandonate.
Il cavaliere fasciato è considerato una «specie a rischio minimo» dall'Unione internazionale per la conservazione della natura (IUCN). Ai termini del National Parks and Wildlife Act 1972 dell'Australia Meridionale, tuttavia, la specie viene considerata «vulnerabile». Essa è minacciata soprattutto dalla predazione da parte dei gabbiani australiani, considerati una seria minaccia. Anche i falchi neri e le aquile codacuneata danno la caccia a questi uccelli, catturando sia giovani che adulti.

## Tassonomia
L'ornitologo francese Louis Pierre Vieillot descrisse il cavaliere fasciato nel 1816, classificandolo nel genere delle avocette, Recurvirostra, e attribuendogli il nome Recurvirostra leucocephala, «L'avocette a tete blanche» («avocetta testabianca»). Scrisse solamente che la specie era presente nelle terres australes, ma non sappiamo cosa volesse indicare con queste parole. Secondo l'ornitologo amatoriale Gregory Mathews esse erano lo stato del Victoria, mentre Erwin Stresemann giunse alla conclusione che si trattasse piuttosto di Rottnest Island nell'Australia Occidentale. Il nome scientifico deriva dal greco antico leukos, «bianco», e kephale, «testa». Lo stesso anno il naturalista francese Georges Cuvier lo descrisse come Recurvirostra orientalis. L'ornitologo belga Bernard du Bus de Gisignies lo descrisse nuovamente, attribuendogli un nuovo genere e un nuovo epiteto specifico, Leptorhynchus pectoralis, all'Accademia Reale del Belgio nel 1835.
Lo zoologo inglese George Robert Gray, avendo notato che il nome Leptorhynchus era già stato utilizzato in precedenza, collocò il cavaliere fasciato nell'attuale genere Cladorhynchus nel 1840. Il nome deriva dal greco antico klados, «ramoscello», e rhynchos, «becco». Allo stesso modo, il naturalista tedesco Johannes Gistel propose il nome Timeta per sostituire Leptorhynchus nel 1848. John Gould aveva descritto il cavaliere fasciato come Himantopus palmatus nel 1837, ma lo registrò come Cladorhynchus pectoralis nel suo Handbook to the Birds of Australia del 1865. Gould scrisse anche che la sua area di distribuzione era rimasta incerta dopo essere stato segnalato per la prima volta a Rottnest Island ma non altrove nell'Australia Occidentale, e successivamente nell'Australia Meridionale, fino a quando l'esploratore britannico Charles Sturt non ne vide un gran numero sul lago di Lepson a nord del Cooper Creek in quello che è oggi il Queensland occidentale. Nel 1845 il naturalista tedesco Ludwig Reichenbach lo collocò in un nuovo genere, chiamandolo Xiphidiorhynchus pectoralis. L'ornitologo australiano Fred Lawson gli diede il nome Cladorhynchus australis nel 1904. Gregory Mathews nel suo List of the Birds of Australia del 1913 rese sinonimi tutti questi nomi di genere e specie, utilizzando Cladorhynchus australis. Sempre nel 1913 descrisse la sottospecie rottnesti, anche se da allora non è stata mai riconosciuta. Sia Joseph G. Strauch in uno studio del 1978 delle caratteristiche ossee e muscolari che Philip C. Chu in una revisione dello stesso del 1995 giunsero alla conclusione che il cavaliere fasciato era un sister taxon delle avocette, con i cavalieri d'Italia del genere Himantopus originatisi da una linea evolutiva precedente. Uno studio del 2004 che combina dati genetici e morfologici ha portato ulteriori argomenti a sostegno della sua posizione di sister taxon della linea evolutiva delle avocette.
Il naturalista inglese John Latham diede a questo uccello il nome di «oriental avocet» («avocetta orientale») nel 1824, in seguito alla descrizione di Cuvier. Il nome «Banded stilt» («cavaliere fasciato») è stato designato come nome ufficiale dal Comitato Ornitologico Internazionale (IOC). Altri nomi comuni sono «Rottnest snipe» («beccaccino di Rottnest») e «bishop snipe» («beccaccino vescovo»). Presso il popolo ngarrindjeri della regione del corso inferiore del fiume Murray nell'Australia Meridionale era noto come nilkani.

## Descrizione

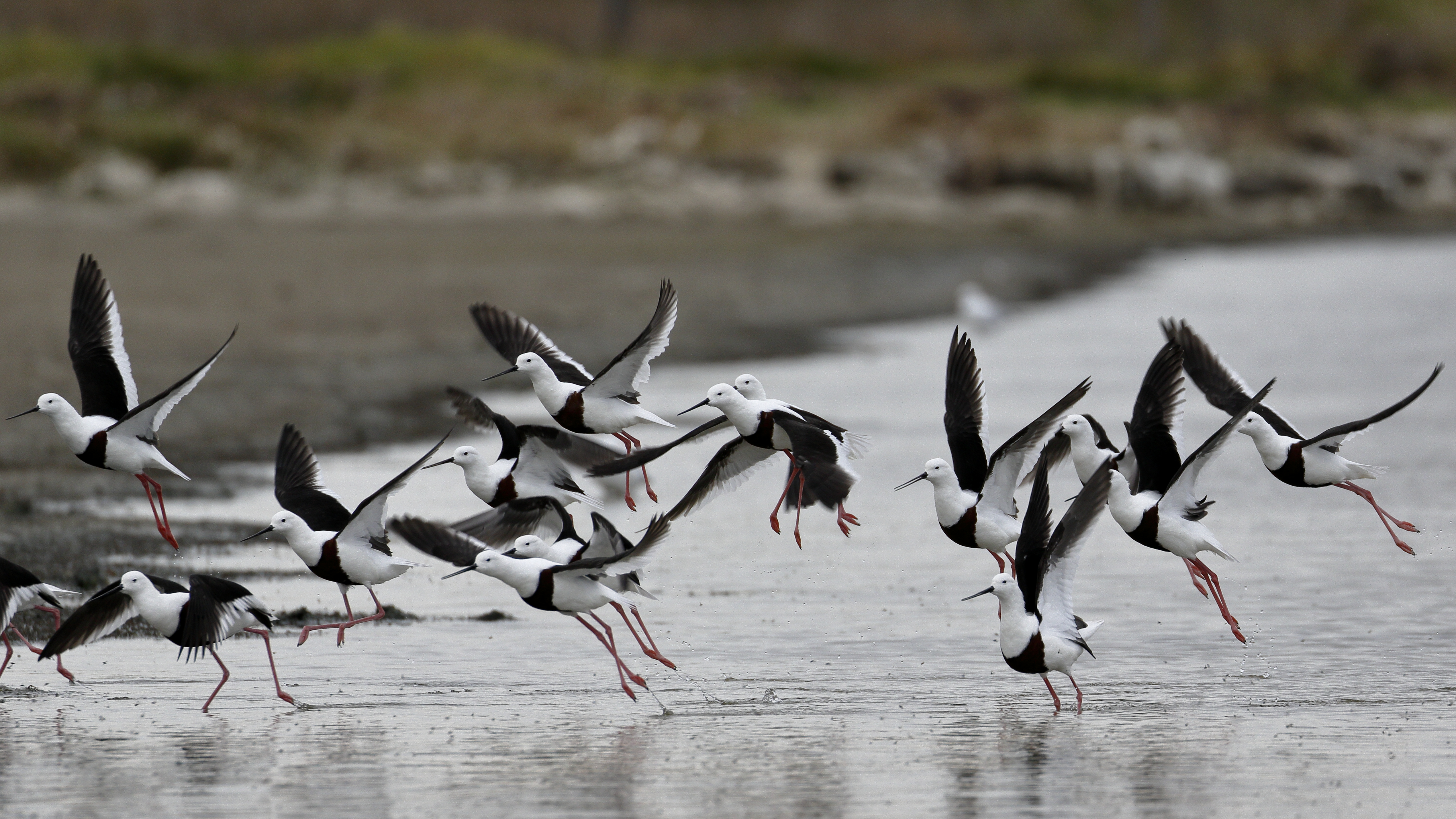
Esemplari si alzano in volo a Port Fairy.

Il cavaliere fasciato misura 45–53 cm di lunghezza, pesa 220-260 g e ha un'apertura alare di 55–68 cm. Gli adulti in livrea nuziale sono prevalentemente bianchi con le ali nere e un'ampia fascia castana a forma di «U» ben delimitata sul petto. La parte centrale della base superiore della coda è di colore grigio-brunastro chiaro. Il becco sottile è nero, relativamente diritto e lungo il doppio della testa. L'iride è marrone scuro e le zampe e i piedi sono di colore rosso-rosato scuro. Le ali sono lunghe e sottili e hanno undici remiganti primarie, delle quali la decima è la più lunga. Quando l'animale è in volo, le ali sono per lo più nere se viste dall'alto, ma hanno il bordo di uscita bianco a causa dell'estremità delle primarie interne. Viste da sotto, le ali sono prevalentemente bianche con le punte scure. Le piume bianche della testa e del collo hanno la base di colore grigio chiaro, che normalmente appare nascosta. Il piumaggio d'eclissi è simile, ma la fascia pettorale è meno distinta e spesso sbiadisce nel marrone-cenere o è screziata di bianco. Le zampe sono di colore rosa più chiaro o rosa-aranciato. Non vi è alcuna differenza di piumaggio tra i sessi, né è stata registrata alcuna variazione geografica.
Gli esemplari giovani assomigliano agli adulti, ma hanno la fronte e le redini grigiastre, le ali di un nero più opaco e sono privi della caratteristica fascia sul petto. Indossano il piumaggio adulto a partire dal secondo anno. Le zampe e i piedi sono grigi e iniziano a chiazzarsi sempre più di rosa fino al raggiungimento dell'età adulta. I pulcini sono ricoperti di piumino bianco.
Dato il suo aspetto caratteristico, il cavaliere fasciato è difficile da confondere con qualsiasi altra specie; il cavaliere testabianca è privo della fascia pettorale e l'avocetta australiana ha la testa e il collo castani e il becco decisamente curvato all'insù.
Gli adulti emettono una sorta di latrato che è stato descritto come cow o chowk, o talvolta con due sillabe come chowk-uk o chuk-uk. Inoltre mentre nidificano questi uccelli chiacchierano dolcemente e armoniosamente.

## Distribuzione e habitat

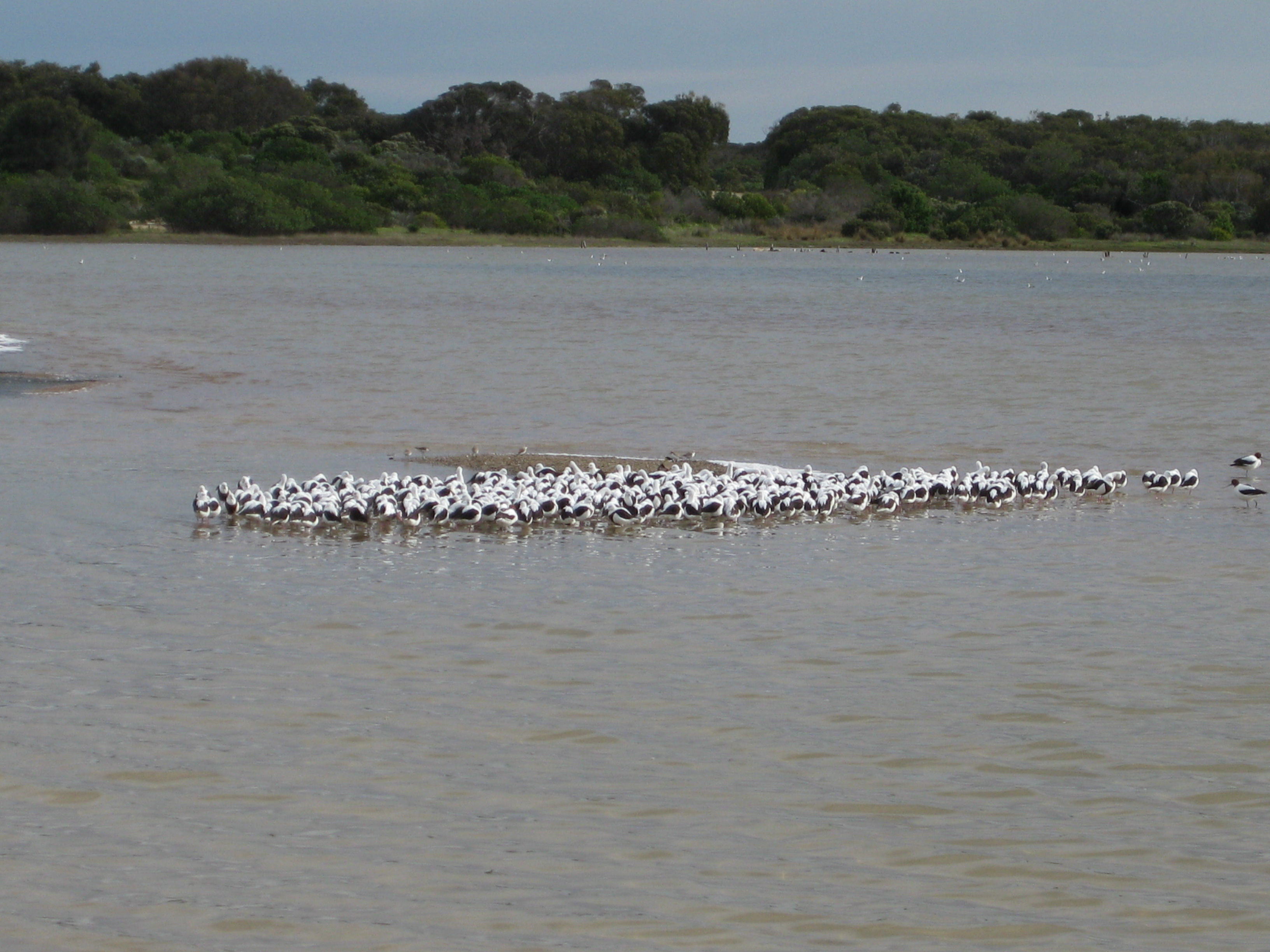
Una colonia di cavalieri fasciati nel Coorong (Australia Meridionale); all'estrema destra alcune avocette australiane.

Il cavaliere fasciato è diffuso generalmente nel sud dell'Australia. In Australia Occidentale è presente in prevalenza nell'angolo sud-occidentale, sebbene possa spingersi a nord fino alle saline di Port Hedland. Eventi di nidificazione hanno avuto luogo sul lago Ballard nella regione di Goldfields-Esperance dopo le forti piogge portate dal ciclone Bobby nel 1995, e di nuovo dopo le inondazioni del 2014. Nel 1933 venne segnalata una grande colonia sul lago Grace, in seguito scomparsa probabilmente a causa degli attacchi delle volpi. La presenza del cavaliere fasciato è stata registrata nell'Australia Meridionale sud-orientale, così come nel bacino idrografico del lago Eyre, nel Victoria a ovest di Port Phillip e nel Wimmera. Nel luglio 2010 il lago Torrens si è riempito d'acqua, attirando circa 150.000 cavalieri fasciati. Le zone umide di Natimuk-Douglas nel Victoria occidentale sono un importante terreno di nidificazione per la specie, sebbene qui accorra un minor numero di esemplari nel caso ci siano inondazioni in altri luoghi dell'Australia sud-orientale. Nel Nuovo Galles del Sud si incontra più comunemente nella Riverina e nelle parti occidentali dello stato; in alcuni casi raggiunge il Queensland meridionale e il Territorio del Nord, dove è stato avvistato negli impianti di depurazione di Alice Springs e di Erldunda. È stato segnalato come visitatore occasionale anche in Tasmania, dove nel 1981 venne registrato un numero significativo di esemplari.
I suoi habitat preferiti sono i grandi laghi salini o ipersalini poco profondi, sia nell'entroterra che vicino alla costa, compresi laghi salati effimeri, saline, lagune, distese di sale o di argilla e piane intertidali. Solo occasionalmente si incontra anche in acque salmastre o dolci, inclusi bacini per l'irrigazione dei campi e impianti di depurazione.
Il cavaliere fasciato ha abitudini estremamente nomadi, essendosi adattato al clima imprevedibile dell'interno arido dell'Australia. Le precipitazioni improvvise provocano l'afflusso di acqua e il riempimento dei laghi salati dell'interno, che di norma sono asciutti. Pertanto i cavalieri viaggiano verso queste aree e vi nidificano, per poi disperdersi e tornare sulla costa una volta che i laghi iniziano a prosciugarsi. Non sappiamo come i cavalieri fasciati vengano a conoscenza delle precipitazioni nell'interno. Le distanze percorse possono essere molto grandi: due esemplari che erano stati muniti di trasmettitore satellitare si sono diretti dal lago Eyre che si stava prosciugando, nell'Australia Meridionale, verso un sistema di laghi che si era appena riempito nell'Australia Occidentale a oltre 1500 km di distanza. Uno di questi esemplari virò a nord-ovest attraverso il deserto di Gibson, percorrendo non meno di 2263 km in 55,9 ore.

## Biologia
Il cavaliere fasciato è una specie gregaria: si incontra quasi sempre in gruppo, da piccoli stormi di decine a enormi assembramenti di decine di migliaia di individui.

### Riproduzione
Le abitudini riproduttive del cavaliere fasciato rimasero sconosciute fino al 1930, quando venne scoperta una colonia sul lago Grace. Anche da allora, comunque, sono rimaste poco conosciute fino al 2012, quando il ricercatore Reece Pedler e i suoi colleghi hanno collegato dei dispositivi di localizzazione a 21 esemplari per avere un'idea degli spostamenti della specie. Così facendo, hanno scoperto che questi uccelli viaggiano per grandi distanze nell'entroterra e si radunano sugli specchi d'acqua riempitisi di recente.
La maggior parte degli eventi riproduttivi osservati ha avuto luogo nei laghi salati interni dell'Australia Meridionale e dell'Australia Occidentale immediatamente dopo che questi erano stati riempiti dall'afflusso di acqua dolce. Un'eccezione a questa regola sono stati alcuni tentativi di riproduzione tentati a Coorong durante un periodo in cui la salinità nei Lower Lakes era significativamente elevata a causa dello scarso afflusso di acque apportato dal fiume Murray. Gli eventi riproduttivi sono innescati dal riempimento dei laghi interni poco profondi dopo le precipitazioni e dalla conseguente esplosione di prede animali come il minuscolo gamberetto Parartemia. Questo può accadere in qualsiasi momento dell'anno. I siti di nidificazione si trovano generalmente su isole pianneggianti, di 1-1,5 m di altezza, o su lingue di terra che si protendono nei grandi laghi, su terreni argillosi o ghiaiosi generalmente con vegetazione scarsa o assente. I nidi stessi sono cunette nel terreno, larghe fino a 15 cm e profonde 3, dotate o meno di vegetazione secca come rivestimento. Gli uccelli che nidificano su terreni rocciosi generalmente raccolgono pezzi di vegetazione invece di scavare una cunetta.
Le covate sono costituite da tre o quattro uova (più raramente cinque) di forma ovale, che variano dal fulvo al bianco con macche marroni o nere. Misurano 49–58 mm di lunghezza e 35–48 mm di larghezza. L'incubazione dura da 19 a 21 giorni; entrambi i genitori condividono questo compito, ma quando le uova si schiudono e subito dopo è solo il maschio a covare. Si ritiene che questo permetta alle femmine di deporre e incubare una seconda covata nel caso nel lago vi siano ancora acqua e cibo a sufficienza. I genitori covano per un periodo di uno-sei giorni prima di darsi il cambio. Questi intervalli sono molto più lunghi di quelli riscontrati in altri caradriiformi e si pensa che siano dovuti alla lontananza dalle fonti alimentari, nel caso le prede vengano spinte dal vento in angoli remoti dei laghi o i laghi stessi si ritirino man mano che si prosciugano. I genitori si alternano nella cova quasi sempre di notte, generalmente entro due ore dal tramonto, probabilmente per evitare i predatori. Nelle giornate più calde, quando il termometro supera i 40 °C, gli uccelli che covano abbandonano momentaneamente le uova e vanno a inumidire le proprie placche incubatrici, in modo da rinfrescare le uova o i piccoli. Gli uccelli che stanno nel nido sono sempre rivolti verso il vento.
I pulcini nascono ricoperti di piumino bianco - a differenza di quelli di tutti gli altri caradriiformi -, hanno già gli occhi aperti (precoci) e lasciano il nido subito dopo la schiusa (nidifughi). Quando hanno due giorni, gli adulti portano per la prima volta i pulcini in acqua, dove iniziano a nutrirsi di minuscoli crostacei.

### Predatori e minacce per i pulcini
Le nidiate di cavaliere fasciato subiscono forti perdite a causa delle aggressioni dei gabbiani australiani (Chroicocephalus novaehollandiae), mentre le aquile codacuneata (Aquila audax), le aquile di mare ventrebianco (Haliaeetus leucogaster), i gufi reali delle foreste (Bubo nipalensis) e i falchi neri (Falco subniger) catturano anche adulti e giovani. Inoltre, il prosciugamento prematuro dei laghi costringe i genitori ad abbandonare le uova e i nidiacei, provocando la morte di molte migliaia di piccoli.

### Alimentazione

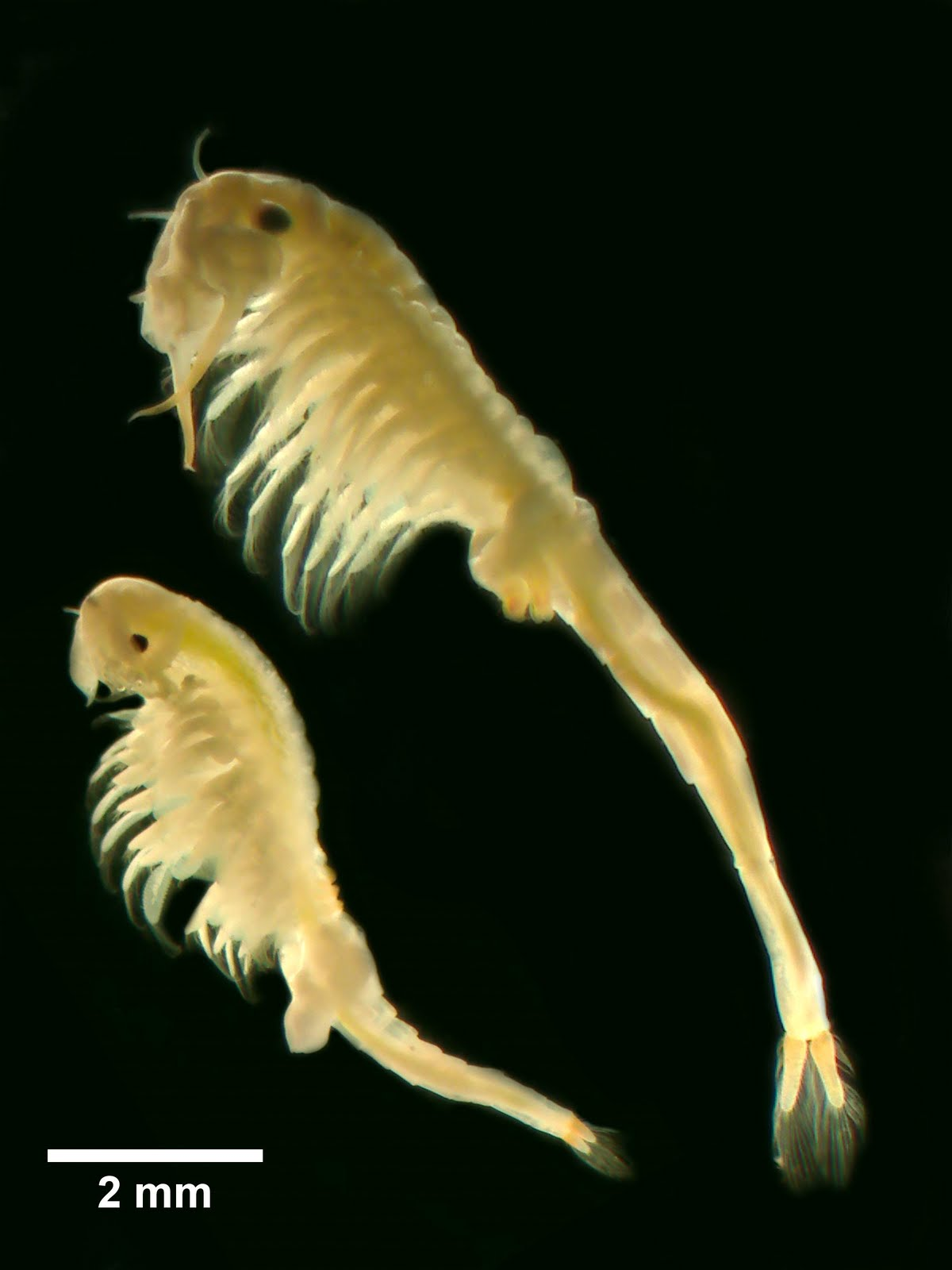
Parartemia zietziana (maschio e femmina), una delle prede del cavaliere fasciato.

I cavalieri fasciati si alimentano camminando o nuotando in acque poco profonde, beccando, sondando o falciando con il becco nell'acqua o nel fango. Il grosso della dieta è costituito da minuscoli crostacei, tra cui branchiopodi, ostracodi, anostraci come Artemia salina e membri del genere Parartemia, entrambi i generi di notostraci e isopodi come i generi Deto e Haloniscus. Si nutrono anche di molluschi, inclusi sia gasteropodi come la chiocciola di terra Salinator fragilis e membri del genere Coxiella, che bivalvi del genere Sphaericum, insetti (come cimici, coleotteri, mosche e formiche alate, che spigolano dalla superficie dell'acqua) e piante come Ruppia. In certi casi sono stati mangiati anche piccoli pesci della famiglia dei latterini (Craterocephalus spp.).

## Conservazione
Nel 2016 il cavaliere fasciato è stato classificato come «specie a rischio minimo» (Least Concern) sulla lista rossa IUCN delle specie minacciate. Tale scelta si è basata sulla vasta estensione del suo areale - superiore a 20.000 km² - e sulla popolazione dall'andamento fluttuante, piuttosto che in calo. Tuttavia, esso figura come «vulnerabile» (Vulnerable) ai termini del National Parks and Wildlife Act 1972 dell'Australia Meridionale. La decisione di classificare in questo modo la specie è stata presa dopo aver visto che le colonie riproduttive sul lago Eyre subivano forti perdite a causa delle predazioni dei gabbiani australiani. Per cercare di arginare il problema, il Dipartimento dell'ambiente, dell'acqua e delle risorse naturali ha preso la decisione di effettuare abbattimenti selettivi nella zona in questione. Gli eventi riproduttivi osservati nei laghi effimeri dell'Australia Occidentale si sono rivelati di maggior successo, senza il bisogno dell'intervento dell'uomo, a causa della loro posizione remota.